# Milutin Pejanović
Milutin Pejanović, črnogorski general, * 7. november 1914, † ?.

## Življenjepis
Leta 1941 je vstopil v NOVJ in KPJ. Med vojno je bil politični komisar več enot; med drugim 17. brigade in 38. divizije.
Po vojni je bil politični komisar divizije, Vojaškopomorske akademije, Artilerijskega šolskega centra,...